# Sparkle (football)
Le Sparkle est une distinction récompensant la meilleure joueuse de football évoluant en Belgique. C'est en 2015 que cette récompense est créée. Cette distinction prend la suite de l'Étoile du football, disparue en 2009.
Malgré la création du Soulier d'or féminin qui récompense la meilleure joueuse belge quel que soit le pays où elle évolue, les quatre catégories restent en fonction. 

## Meilleure joueuse
| Année | Joueuse           | Pays    | Club              |
| ----- | ----------------- | ------- | ----------------- |
| 2015  | Tessa Wullaert    | Belgium | Standard de Liège |
| 2016  | Aline Zeler       | Belgium | Standard de Liège |
| 2017  | Lien Mermans      | Belgium | KRC Genk Ladies   |
| 2018  | Laura De Neve     | Belgium | RSC Anderlecht    |
| 2019  | Kassandra Missipo | Belgium | AA Gand Ladies    |

## Meilleure espoir
| Année | Joueuse             | Pays    | Club              |
| ----- | ------------------- | ------- | ----------------- |
| 2015  | Julie Biesmans      | Belgium | Standard de Liège |
| 2016  | Tine De Caigny      | Belgium | Lierse SK         |
| 2017  | Davinia Vanmechelen | Belgium | Standard de Liège |
| 2018  | Sarah Wijnants      | Belgium | RSC Anderlecht    |
| 2019  | Elena Dhont         | Belgium | AA Gand Ladies    |

## Meilleure gardienne
| Année | Joueuse              | Pays    | Club              |
| ----- | -------------------- | ------- | ----------------- |
| 2015  | Nicky Evrard         | Belgium | Gand              |
| 2016  | Justien Odeurs       | Belgium | Lierse SK         |
| 2017  | Lisa Lichtfus        | Belgium | Standard de Liège |
| 2018  | Louise Van Den Bergh | Belgium | OHL               |
| 2019  | Lisa Lichtfus        | Belgium | Standard de Liège |

## Meilleure buteuse
| Année | Joueuse            | Pays    | Club           |
| ----- | ------------------ | ------- | -------------- |
| 2018  | Ella Van Kerkhoven | Belgium | RSC Anderlecht |
| 2019  | Ella Van Kerkhoven | Belgium | RSC Anderlecht |